# Georg Wissowa
Georg Otto August Wissowa foi um filólogo clássico alemão que nasceu em Neudorf, perto de Breslávia, em 17 de junho de 1859 e morreu em Halle, em 11 de maio de 1931.
Sua principal realização foi a reedição da Realencyclopädie der Classischen Altertumswissenschaft, uma vasta enciclopédia de estudos clássicos que começou com August Friedrich Pauly em 1837. Além disso, publicou uma obra de referência sobre a religião e o culto dos romanos, intitulada Religion und Kultus der Römer (1902), que teve uma segunda edição revisada em 1912.